# Samuel Clarke
Samuel Clarke, angleški teolog in filozof, anglikanski duhovnik * 11. oktober 1675, Norwich, ZK, † 17. maj 1729, London, ZK. Obravnavajo ga kot enega izmed pomembnejših britanskih oseb v filozofiji poleg Johna Locka in Georgea Berkleyja.